# Myoung Bok-hee
Myoung Bok-Hee (29 de janeiro de 1979) é uma handebolista sul-coreana. medalhista olímpica.
Myoung Bok-Hee fez parte da geração medalha de prata em Atenas 2004. 